# Карлстад
Ка̀рлстад (на шведски: Karlstad) е град в централна Швеция. Главен административен център на лен Вермланд и на едноименната община Карлстад. Разположен е около устието на река Кларелвен на северния бряг на езерото Венерн. Намира се на около 260 km на запад от столицата Стокхолм. Получава статут на град на 5 март 1584 г. ЖП възел. Има летище и малко пристанище на езерото Венерн. Има университет от 1977 г. Населението на града е 61 685 жители според данни от преброяването през 2010 г.

## Побратимени градове
- Бльондюоус, Исландия
- Газиантеп, Турция
- Йъгева, Естония
- Любляна, Словения
- Мос, Норвегия
- Нокия, Финландия
- Хорсенс, Дания